# Alcides Araújo
Alcides Araújo Alves (*São José do Rio Preto, Brasil, 13 de marzo de 1985), futbolista brasilero. Juega de defensa y su primer equipo fue EC Vitória.

## Clubes
| Club                     | País         | Año       |
| ------------------------ | ------------ | --------- |
| EC Vitória               | Brasil       | 2003-2004 |
| Schalke 04               | Alemania     | 2004-2005 |
| Chelsea F.C.             | Inglaterra   | 2005      |
| Benfica                  | Portugal     | 2005-2006 |
| PSV Eindhoven            | Países Bajos | 2006-2008 |
| FC Dnipro Dnipropetrovsk | Ucrania      | 2008-     |

- Datos: Q5664143